# He Chong
He Chong (Guangdong, 10 de junho de 1987) é um saltador ornamental chinês que compete em provas de saltos ornamentais representando seu país. Chong, participando de sua primeira edição olímpica, conquistou a medalha de ouro no trampolim de 3 m, aos 21 anos de idade, o que deu à China seu tetracampeonato na especialidade.[carece de fontes?]